# Pfarrkirche Lanzenkirchen

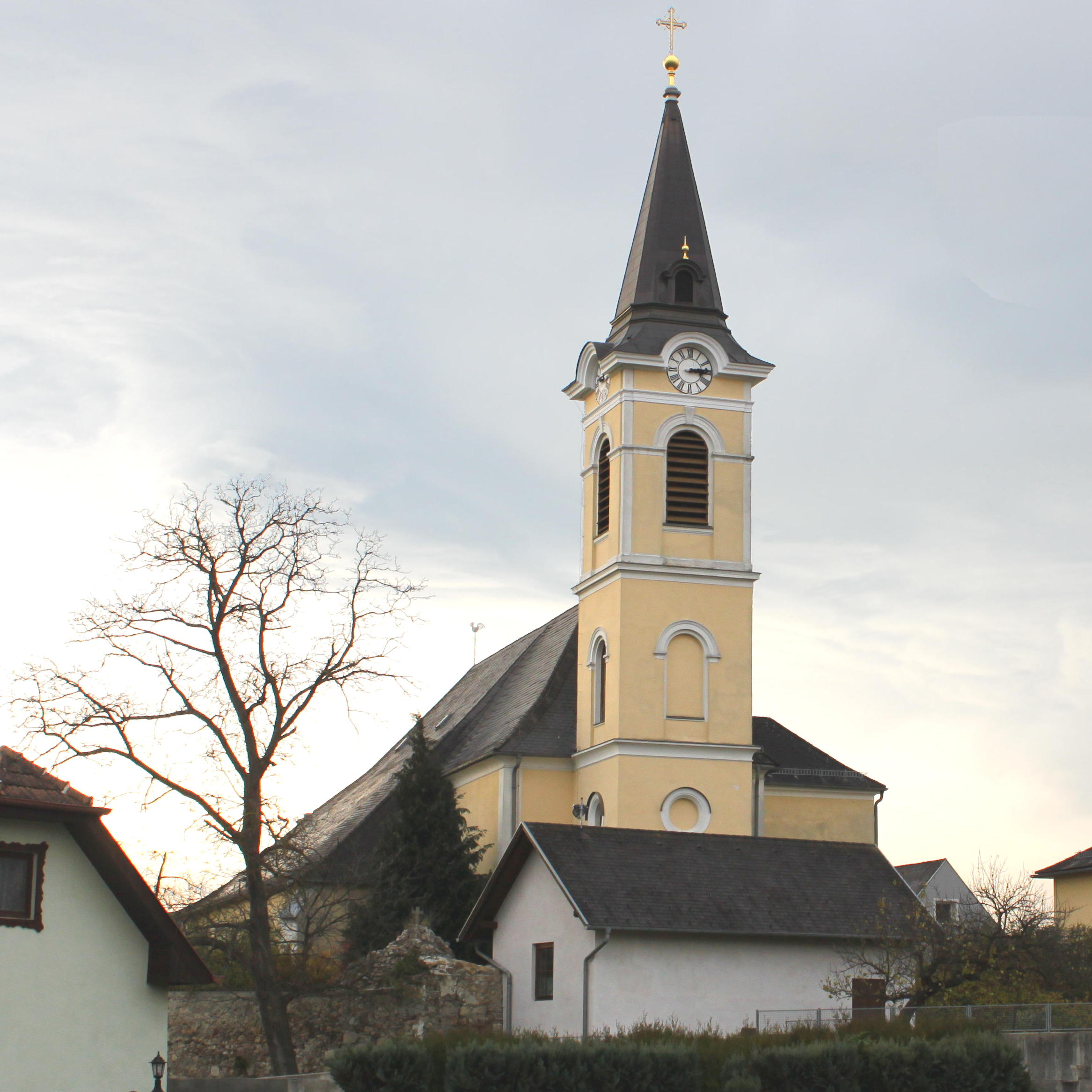
Katholische Pfarrkirche hl. Nikolaus in Lanzenkirchen

Die Pfarrkirche Lanzenkirchen steht in einer Kirchhofanlage südlich des Hauptplatzes in der Marktgemeinde Lanzenkirchen im Bezirk Wiener Neustadt-Land in Niederösterreich. Die auf das Patrozinium Nikolaus von Myra geweihte Pfarrkirche gehört zum Dekanat Lanzenkirchen im Vikariat Unter dem Wienerwald der Erzdiözese Wien. Die Kirche steht unter Denkmalschutz (Listeneintrag).

## Geschichte
Die Gründung der Pfarre wird für das 11. Jahrhundert angenommen. 1146 wird die Pfarre erstmals urkundlich genannt. Die führende Stellung als Mutterpfarre am südöstlichen Rand der Region des Steinfeldes ging nach 1200 an die Ulrichskirche (?) in Wiener Neustadt, 1445 als Vikariat mit Mutterpfarre an das Chorherrenstift Wiener Neustadt und danach an das Domkapitel. Im Jahre 1600 ging die Pfarre an das Bistum Wiener Neustadt und wurde 1786 dem Religionsfonds Wiener Neustadt unterstellt.
Die romanische Chorquadratkirche mit bandrippengewölbter Krypta unter dem Chor ist aus dem Anfang des 13. Jahrhunderts. Im Dachboden gibt es noch vier vermauerte romanische Rundbogenfenster sowie an der Südostecke der Kirche einen skulpturierten Traufstein mit einem Tierkopf. Die kreuzgratgewölbte Südkapelle am Chorquadrat aus dem 13. Jahrhundert ist vermutlich die ehemalige Stifterkapelle. Sie wurde später als Sakristei genutzt. Das südliche Seitenschiff mit einem nachgotischen Kreuzgratgewölbe von 1560 ist im Kern aus der 1. Hälfte des 14. Jahrhunderts. Nach schweren Schäden infolge eines Erdbebens im Jahre 1768 wurde die Kirche von 1770 bis 1773 instand gesetzt und barockisiert, dazu die Jahreszahl 1773 am Hauptportal. Hierbei wurde die Fußbodenhöhe um einen Meter angehoben. 1976 wurden bei einer archäologischen Grabung achteckige, spätgotische Pfeilerstümpfe und im Aufschüttungsmaterial Gewölbeteile freigelegt. Im Jahre 1863 wurde im Norden eine Sakristei mit einem Oratorium im Obergeschoß angebaut. 1888 wurde die Südkapelle, die bis dahin als Sakristei gedient hatte, räumlich zum Chor und zum südlichen Schiff geöffnet. 1889 wurde dem Chor im Osten ein Turm vorgestellt. Im Westen wurde 1963 vor dem Hauptportal eine Vorhalle errichtet.

## Kirchengebäude

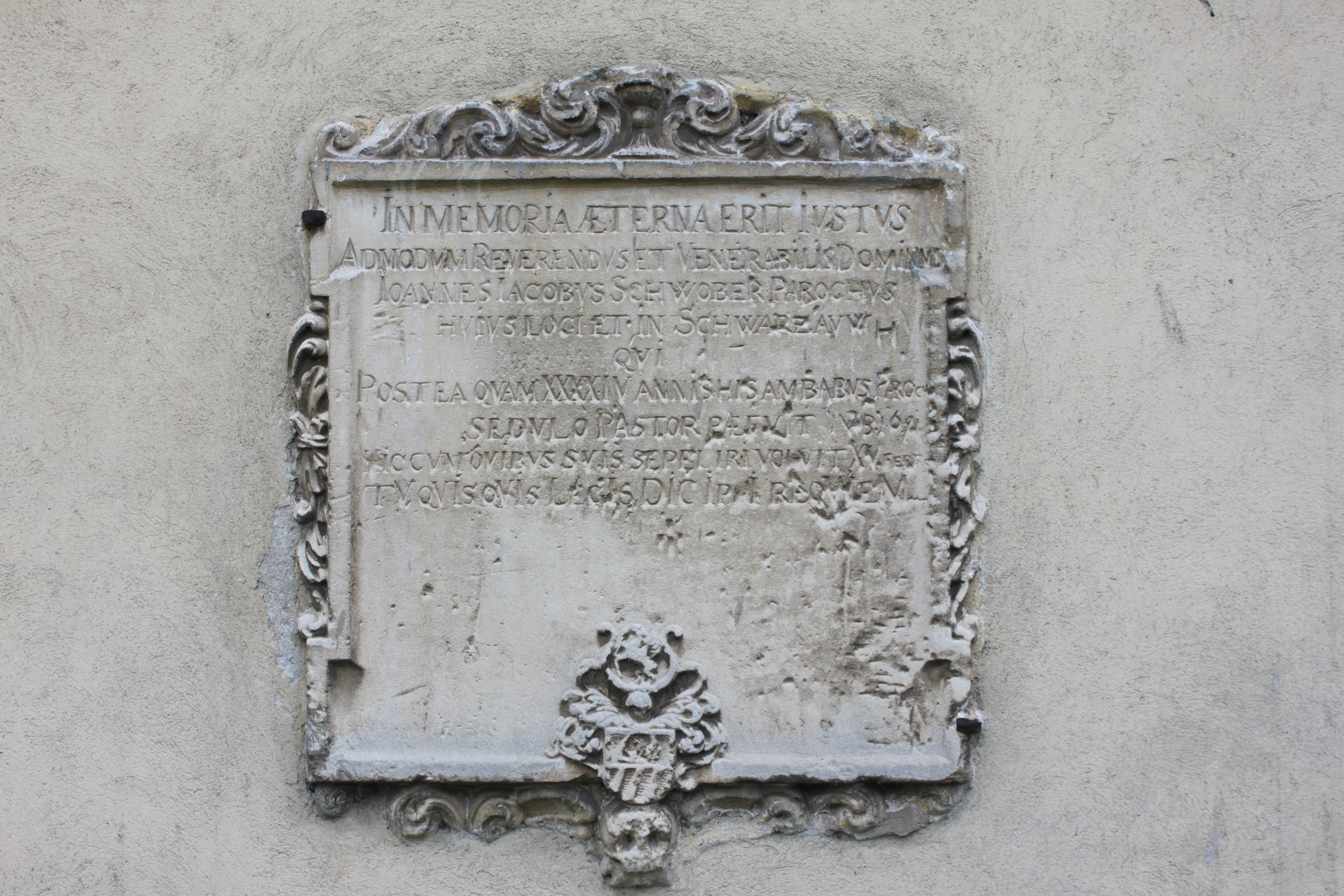
Gedenktafel für Pfarrer Schwober

Die Kirche präsentiert sich als mächtiges Langhaus mit rechteckigem Chor unter einem einheitlichen Walmdach. Im Norden ist ein hoher Anbau angesetzt, der die Sakristei und im Obergeschoß ein Oratorium aufnimmt; für einen Seiteneingang in die Kirche besteht ein weiterer niedriger Vorbau. An der Fassade erinnert eine Gedenktafel an Pfarrer Johann Jakob Schwober (1677). Im westlichen Teil ist noch die romanische Außenwand erhalten; die daran anschließende Mauer mit barocken Fenstern wurde nach dem Erdbeben von 1768 neu errichtet.
An der Südseite befindet sich östlich an den Chor angrenzend eine Kapelle. An diese schließt sich in Richtung Westen ein niedriges Seitenschiff an, das ebenso wie die Kapelle unter das Hauptdach integriert ist.
Die westliche Fassade ist spätbarock bzw. frühklassizistisch ausgeführt; über dem Segmentbogenportal befindet sich ein reich profilierter gestufter Segmentbogengiebel, der allerdings durch die 1963 erbaute Vorhalle verdeckt ist.
Im Osten ist der dreigeschoßige Kirchturm vorgestellt, der erst 1889 errichtet wurde.
Der Innenraum ist eine zweischiffige, also asymmetrische Pseudobasilika. Hauptschiff ist das ursprünglich romanische, jetzt barockisierte und durch Platzlgewölbe gedeckte vierjochige Langhaus. Seine Südwand ist durch drei rundbogige Arkaden zum niedrigeren Seitenschiff geöffnet. Der leicht erhöhte rechteckige Chor ist im Kern romanisch mit zwei Sakramentsnischen aus dem 14./15. Jahrhundert und – im Zuge der Barockisierung – ebenfalls mit einem Platzlgewölbe versehen. Unter dem Chor befindet sich eine Krypta aus dem 13. Jahrhundert.
Die im Süden an den Chor anschließende Kapelle ist ein frühgotischer Raum mit Kreuzrippengewölbe.
Der Hochaltar, der Seitenaltar in der südlichen Kapelle und die Kanzel stammen aus der Zeit der Renovierung nach dem Erdbeben (1773, 1774). An Figurenschmuck sind eine Darstellung der Pietà und eine Statuette des Heiligen Sebastian aus dem ersten Viertel des 18. Jahrhunderts vorhanden; weitere Figuren datieren aus dem 19. und vom Anfang des 20. Jahrhunderts.
Die Orgel wurde 1843 von Stephan Hechinger errichtet und 1995 von Wolfgang Karner restauriert.

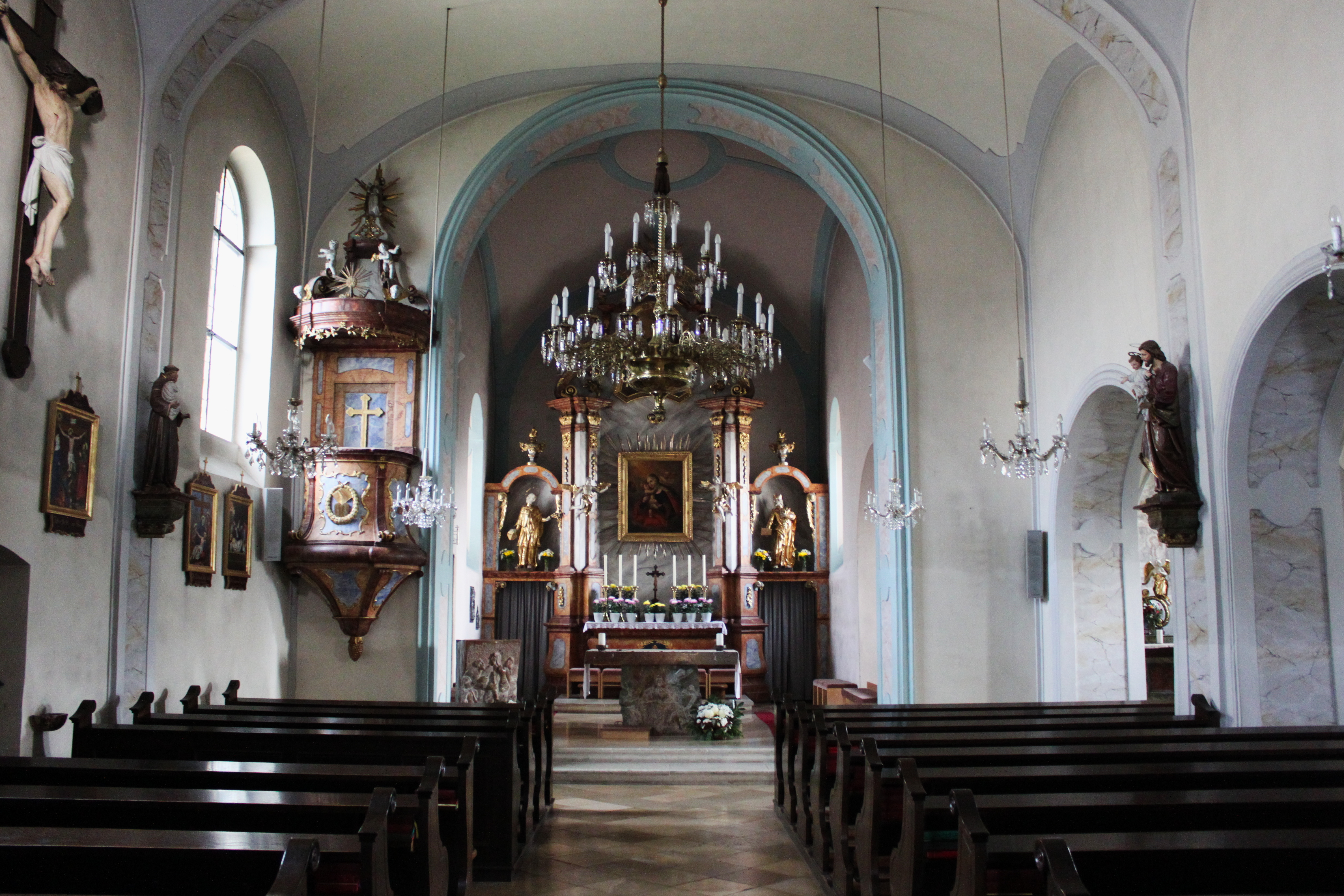
Langhaus zum Chor
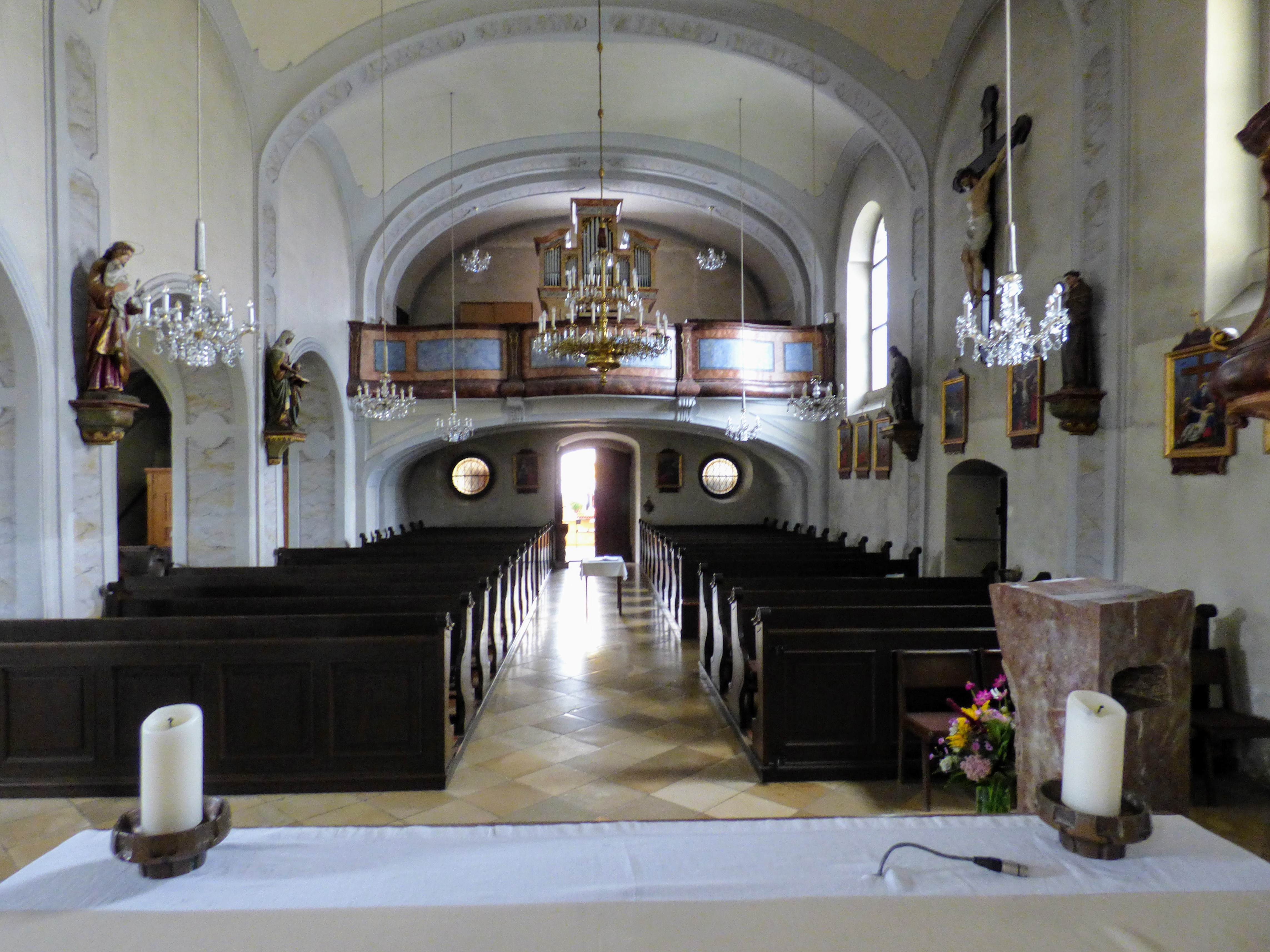
Langhaus zur Orgel

## Kirchhof

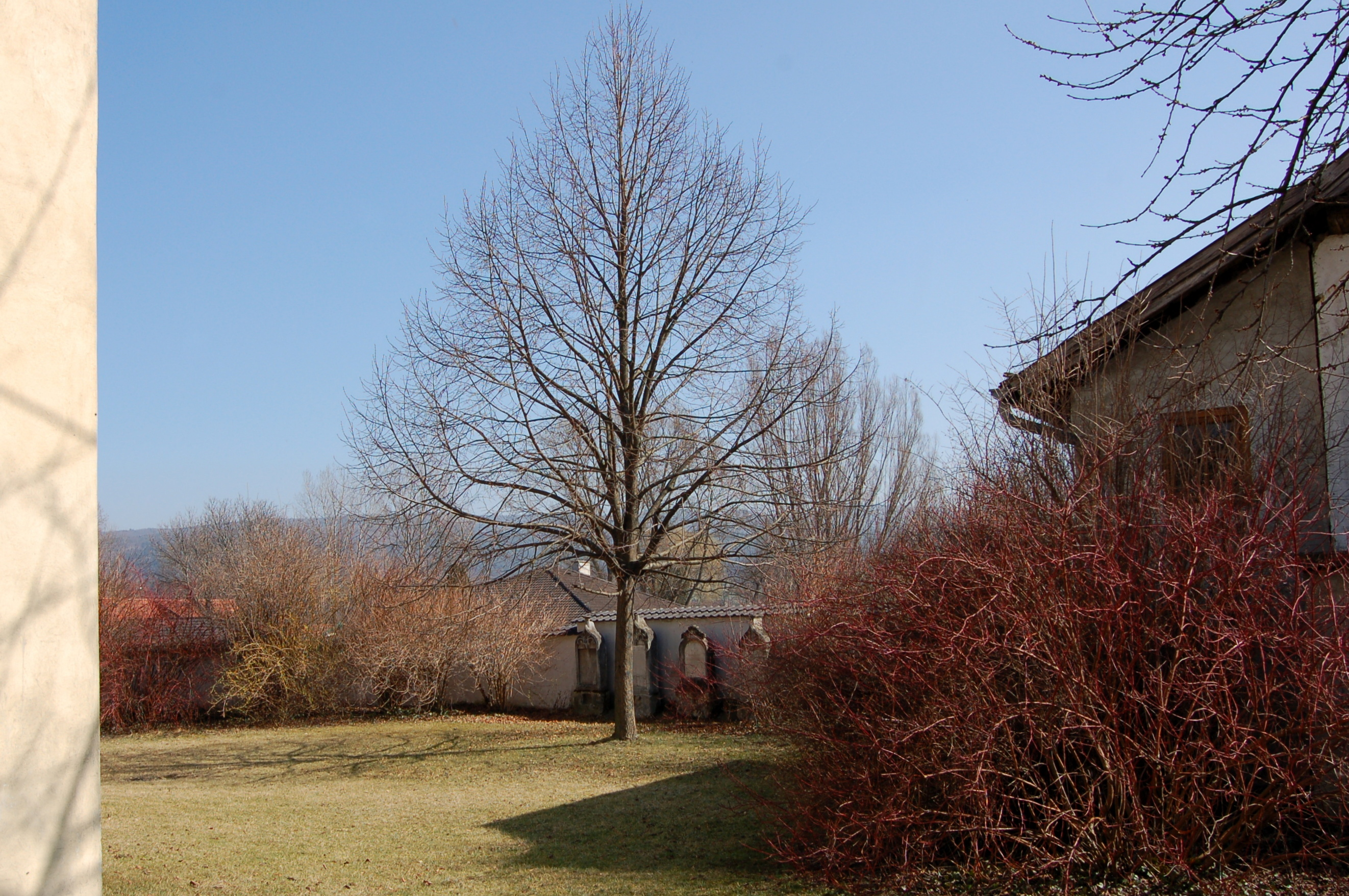
Blick über den Kirchhof

Der Kirchhof, der die Pfarrkirche umgibt, ist seinerseits denkmalgeschützt (Listeneintrag). Die umgebende Kirchhofmauer ist teilweise in Opus-spicatum-Mauerwerk aus dem 13. Jahrhundert ausgeführt. Im Kirchhof befinden sich Grabsteine aus dem 17. bis 19. Jahrhundert, unter letzteren einige für französische Emigranten, die im Schloss Frohsdorf lebten. Aus dem 19. Jahrhundert stammt das Friedhofskreuz, aus dem frühen 20. Jahrhundert eine Lourdesgrotte (in Gestalt eines Natursteinaufbaus mit einer tiefen Spitzbogennische, 1900) und ein Missionskreuz von 1905.

## Pfarrhof

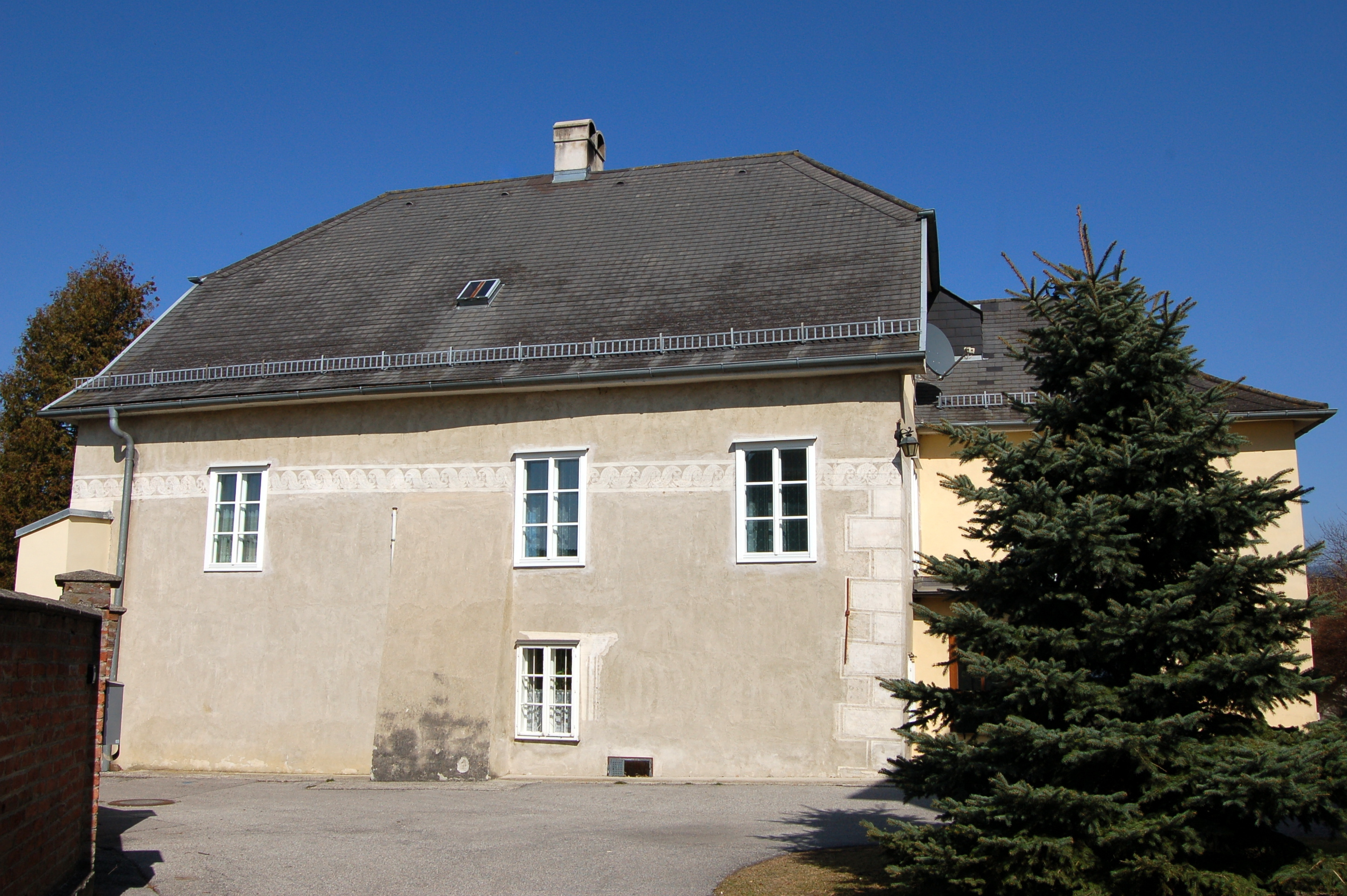
Pfarrhof

Nordöstlich der Kirche an der Kirchhofmauer liegt der im Kern spätgotische zweigeschoßige Pfarrhof. Das Schopfwalmdach wurde Anfang des 20. Jahrhunderts ausgebaut. Aus dieser Zeit stammt auch ein halb vorgestellter zweigeschoßiger kubischer Zubau. Die Fassaden im Süden und Westen sind reich dekoriert mit Eckquaderung, Fensterrahmungen, „Laufendem Hund“ und Sgraffitodekoration aus der zweiten Hälfte des 16. Jahrhunderts in wuchernden pflanzlichen Motiven. An der Westfassade ist ein Böschungspfeiler zu sehen.
Auch der Pfarrhof steht unter Denkmalschutz (Listeneintrag).